# 興浜南線
興浜南線（こうひんなんせん）は、日本国有鉄道（国鉄）が運営していた鉄道路線（地方交通線）である。
浜頓別駅を終点とする興浜線の先行開業部分として、北海道紋別郡興部町の興部駅で名寄本線から分岐し、同郡雄武町の雄武駅まで開通した。その後、全線開通を目指して延伸工事が行われたが、1980年（昭和55年）の国鉄再建法施行により第1次特定地方交通線に指定され、1985年（昭和60年）7月15日に全線廃止となった。

## 路線データ
- 管轄：日本国有鉄道
- 区間（営業キロ）：興部 - 雄武 (19.9km)
- 駅数：6（起点駅を含む。駅4、仮乗降場2）
- 複線区間：なし（全線単線）
- 電化区間：なし（全線非電化）
- 閉塞方式：タブレット閉塞式
交換可能駅：なし（全線1閉塞）

## 歴史
名寄線開通により鉄道が敷設された興部村、その北側の雄武村は幾多の恩恵を受けたが、興部と雄武の間は道路が整っておらず、融雪期や多雨期の水産・農産物輸送に支障が出ていた。1922年（大正11年）4月に公布された鉄道敷設法に、興部駅より幌内、枝幸を経て浜頓別駅に至る路線（興浜線）が含まれた。鉄道敷設請願が実った形で期待を寄せたが、政府の予算不成立などにより着工は遅延する一方で、これを待たずに私設鉄道を作る機運が高まるほどであった。着手は1933年（昭和8年）6月までずれ込み、1935年（昭和10年）9月15日、沿線の漁場や山林開発を目的として興部駅 - 雄武駅間の興浜南線が開通した。
その後は雄武 - 北見枝幸間の開通を目指して積極的な陳情を行ったが、太平洋戦争の拡大により同区間の着工は棚上げされ、興浜南線自体は1944年（昭和19年）10月5日に不要不急線に指定。同年11月1日より営業休止を余儀なくされ、省営自動車による代替輸送が行われた。この休止により剥がされた線路などは樺太の軍用施設に転用される予定であったが、運ばれる前に終戦を迎えたことからいち早く復旧に着手し、1945年（昭和20年）12月5日に営業を再開した。
再開後は通学生や鮮魚商で活況を見せ、1955年（昭和30年）12月には新たに仮乗降場が設置され、同年12月20日には蒸気機関車牽引列車に替えてレールバスの運行を開始した。さらに1966年（昭和41年）3月24日には大型気動車が導入され、若干ではあるがスピードアップした。
昭和30年代前半までが興浜南線の最盛期で、同年代中盤より客貨量が徐々に減少し始め、1959年（昭和34年）3月には線内各駅を興部駅の管理とするなど合理化も進められた。黒字とはならなかったが、営業係数は125から200前後であったことから、1960年（昭和35年）4月13日には雄武 - 北見枝幸間の着工が決定し、1966年（昭和41年）5月25日に雄武中学校で起工式と祝賀会が行われて工事が進められ、1973年（昭和48年）までに雄武 - 北見音標間の路盤造成工事が完了した。1974年（昭和49年）5月31日に北見音標 - 北見枝幸間の工事実施計画が認可され、1980年（昭和55年）までに全線開業という計画だった。
昭和40年代に入ると、過疎やモータリゼーションの進行により営業成績が急速に低下した。1960年（昭和35年）の年間輸送人員は42万4千人程であったが、1970年（昭和45年）は29万8千人に減少。以降も減少の一途であった。貨物取扱量も最盛期の半分以下に落ち込んだ。これを受けて、雄武 - 北見枝幸間の工事は1977年（昭和52年）度をもって中止となった。
各地で鉄道路線の赤字問題が取り上げられる中、1981年（昭和56年）9月11日には稚内駅から興浜南線などオホーツク海沿いの鉄路を経て釧路駅へ至る「オホーツク本線敷設構想」を沿線自治体で立ち上げた。興浜線の工事再開や需要喚起を狙ってのことであったが、この1週間後となる同年9月18日に興浜南線は、接続する予定であった興浜北線と共に日本国有鉄道経営再建促進特別措置法（国鉄再建法）を受けた第1次廃止対象路線に選定された。1981年度の年間輸送人員は8万4千人だった。興浜南・北線特定地方交通線対策協議会でもオホーツク本線の実現を要望してきたが、後に興部町と雄武町は興浜線の工事再開やオホーツク本線どころではなくなり、興浜南線の存続運動に注力したが、1982年（昭和57年）度の営業係数は1,734にまで悪化。万策尽き、廃止を認めざるを得ない状態であった。1983年（昭和58年）度の営業係数は2,325、赤字額は5億700万円だった。1984年（昭和59年）2月1日に貨物取り扱いを廃止し、1985年（昭和60年）7月14日の旅客営業を最後に半世紀にわたる歴史に幕を閉じた。

### 年表
- 1935年（昭和10年）9月15日：興部 - 雄武間 (19.9km) を興浜南線として開業。沢木駅・雄武駅を新設[17]。
- 1944年（昭和19年）11月1日：不要不急線として全線 (19.9km) の営業を休止[18]。
- 1945年（昭和20年）12月5日：全線 (19.9km) の営業を再開。
- 1948年（昭和23年）7月1日：栄丘仮乗降場を新設[17]。
- 1955年（昭和30年）12月25日：元沢木仮乗降場・雄武共栄仮乗降場を新設[17]。
- 1956年（昭和31年）9月20日：栄丘仮乗降場を駅に改める[17]。
- 1975年（昭和50年）3月 : 蒸気機関車の運転を廃止[19]。
- 1978年（昭和53年）12月1日：沢木駅が無人化される[20]。
- 1981年（昭和56年）9月18日：第1次特定地方交通線として廃止承認[12]。
- 1984年（昭和59年）2月1日：雄武駅の貨物取り扱い廃止に伴い、全線の貨物営業を廃止[14]。
- 1985年（昭和60年）7月15日：全線 (19.9km) を廃止[16]し、北紋バスのバス路線に転換[21]。

## 駅一覧
接続路線の事業者名・駅の所在地は廃止時点のもの。全駅北海道網走支庁管内に所在。
| 駅名             | 駅間キロ | 営業キロ | 接続路線               | 所在地       |
| ---------------- | -------- | -------- | ---------------------- | ------------ |
| 興部駅           | -        | 0.0      | 日本国有鉄道：名寄本線 | 紋別郡興部町 |
| 沢木駅           | 8.3      | 8.3      |                        | 紋別郡雄武町 |
| 元沢木仮乗降場   | -        | (10.3)   |                        | 紋別郡雄武町 |
| 栄丘駅           | 5.1      | 13.4     |                        | 紋別郡雄武町 |
| 雄武共栄仮乗降場 | -        | (16.2)   |                        | 紋別郡雄武町 |
| 雄武駅           | 6.5      | 19.9     |                        | 紋別郡雄武町 |

※仮乗降場には営業キロが設定されていなかった。括弧内に実キロを記す。